# Les Rêves de mon père
Les Rêves de mon père : L'Histoire d'un héritage en noir et blanc (titre original en anglais : Dreams from My Father: A Story of Race and Inheritance) est la traduction française de l'autobiographie du président des États-Unis Barack Obama publiée à Paris en mars 2008. La version originale fut publiée aux États-Unis en juillet 1995 à l'aube de sa carrière politique puis rééditée en août 2004, à la suite de sa victoire à l'élection sénatoriale américaine de 2004 en Illinois.

## Traductions en langues étrangères
- Arabe: Aḥlām min abī : qiṣṣat ʻirq wa-irth, traduit par Hibah Najīb al-Sayyid Maghrabī; Īmān ʻAbd al-Ghanī Najm; Majdī ʻAbd al-Wāḥid ʻInabah, (2009) (OCLC 460600393)
- Bosniaque: Snovi moga oca : priča o rasi i naslijeđu, Sarajevo : Buybook (2008) (OCLC 488621036)
- Chinois: The Dream Road of Obama : Yi Fu Chih Ming, traduit par Yao-Hui Wang, Kuan-Lan Shih China Times Publishing Company, Taipei, Taiwan, (2008)  (ISBN 978-9571349268)
- Croate: Snovi mojega oca : priča o rasi i naslijeđu, (2004)  (ISBN 978-9531820790)
- Danois: Arven fra min far : selvbiografi, Gyldendals Bogklubber, (2009) (OCLC 488375191)
- Hollandais: Dromen van mijn vader, traduit par Joost Zwart, Atlas, (2007)  (ISBN 978-9045000893)
- Finnois: Unelmia isältäni : kertomus rodusta ja sukuperinnöstä, traduit par Seppo Raudaskoski et Mika Tiirinen, (2009)  (ISBN 978-9516927230)
- Allemand: Ein amerikanischer Traum, Carl Hanser Verlag (2008)  (ISBN 978-3446230217)
- Grec: Eikones tou patera mou : he historia henos genous kai mias klēronomias, (2004)  (ISBN 978-9606689413)
- Hébreux: Ḥalomot me-avi, traduit par Edna Shemesh, Tel Aviv, Israel, (2008) (OCLC 256955212)
- Hindi: Pitā se mile sapane, traduit par Aśoka Kumāra, Aravinda Kumāra Pabliśarsa, Guṛagām̐va, (2009  (ISBN 978-8184520170)
- Indonésien: Dreams from my father : pergulatan hidup Obama, (2009)  (ISBN 978-9794335444)
- Japonais: My Dream: An autobiography of Barack Obama (マイ・ドリーム: バラク・オバマ自伝?), traduit par Yuuya Kiuchi, Mikiko Shirakura, (2007)  (ISBN 978-4478003626)
- Coréen: Nae abŏji robutŏ ŭi kkum, traduit par Kyŏng-sik Yi, Random House Korea, Seoul, Korea, (2007)  (ISBN 978-8925510149)
- Marathi: Ḍrīmsa phrôma māya phādara, traduit par Yamājī Mālakara and Nītā Kulakarṇī, Ameya Prakāśana, (2009) (OCLC 515543205)
- Perse: Rūyā hā yi pidaram, traduit par Rītū Baḥrī, (2009)  (ISBN 978-9641740827)
- Farsi: Rūyā hā yi pidaram, traduit par Manīzhih Shaykh Javādī, (2009)  (ISBN 978-6005253092)
- Polonais: Odziedziczone marzenia, traduit par Piotr Szymczak, (2008)  (ISBN 978-8372783332)
- Serbe: Snovi moga oca : priča o rasi i nasleđu, traduit par Vesna Džuverović; Jasna Simonović, (2008)  (ISBN 978-8650510292)
- Espagnol: Los sueños de mi padre : una historia de raza y herencia, Vintage Español, New York City, New York, (2009)  (ISBN 978-0307473875)
- Espagnol: Los sueños de mi padre : una historia de raza y herencia, traduit par Fernando Miranda; Evaristo Páez Rasmussen, Granada : Almed, (2008)  (ISBN 978-8493668501)
- Suédois: Min far hade en dröm, Albert Bonniers förlag (2008)  (ISBN 978-9100117283)
- Thaï: Bārak ʻŌbāmā : phom likhit chiwit ʻēng, traduit par Nopphadon Wētsawat, Krung Thēp : Samnakphim Matichon, (2008)  (ISBN 9789740201397)
- Turc: Babamdan hayaller : [ırk ve kimlik mirasının öyküsü], İstanbul : Pegasus Yayınlar (2008)  (ISBN 978-6055943325)
- Ourdou: Obāmā kī āp bītī, traduit par Yāsar Javvād, (2009) (OCLC 421024762)
- Vietnamien: Những giấc mơ từ cha tôi, traduit par Quang Nguyễn, (2008) (OCLC 317713059)